# Azrael (Hohlbein)
Azrael ist ein 1994 erschienener Horror-Roman des deutschen Autors Wolfgang Hohlbein, der 1998 mit Azrael – Die Wiederkehr fortgesetzt wurde.

## Handlung

### Teil 1: Azrael
Angst in Berlin: die Hauptstadt wird von einer Reihe äußerst bizarrer Selbstmorde heimgesucht. Einzige Verbindung zwischen den Opfern ist ein mysteriöser Schriftzug: AZRAEL, der Name des Todesengels aus dem Islam.
Eine Reihe von Indizien führt die Beamten der Berliner Kriminalpolizei zur Klinik des Chemikers Dr. Sillmann, der früher geheime Drogenexperimente an Kindern durchführte – sogar an seinem eigenen Sohn Mark. Dieser entdeckte eines Tages eine alte Bibel und sah in ihr ein Bild jenes apokalyptischen Monsters, das den alten Kirchenleuten als Azrael bekannt ist. Als Konsequenz daraus weckten die Versuchskaninchen des Doktors eine dunkle Macht, die sich in Marks imaginärem Bild des Todesengels manifestierte, und alle außer Mark entweder tötete oder in den Wahnsinn trieb.
Mark wächst heran und vergisst die Dinge, die mit ihm geschehen sind. Als er jedoch die Schule abbricht und nach Berlin zurückkehrt, tritt die dunkle Kraft, die er und seine Freunde beschworen hatten, wieder zutage – und tötet nacheinander alle, die auch nur entfernt mit dem Projekt zu tun hatten.
Für den Polizisten Bremer im mittleren Alter beginnt ein Wettlauf mit der Zeit, denn Mark läuft ahnungslos durch Berlin – und Azrael wird immer stärker. Erst in letzter Minute erfährt Mark von seinem Vater die Wahrheit über die Droge, die er ihm gab: Ein bioaktiver Stoff, der die Gedanken und Gefühle einer ganzen Gruppe von Menschen verbindet und ihnen immense Macht verleiht, genug Macht, um sogar eine Phantasie real werden zu lassen.
Die Ereignisse finden im alten Labor von Marks Vater ihren Höhepunkt. Azrael bricht schließlich aus Marks Geist aus und lässt ein Inferno über alle Anwesenden hereinbrechen, das bis auf einen Leibwächter niemand überlebt.

### Teil 2: Azrael – Die Wiederkehr
Berlin – die Hauptstadt wird erneut von einer Reihe äußerst bizarrer und brutaler Morde erschüttert. Bei Kripo-Inspektor Bremer wecken die Ereignisse unangenehme Erinnerungen an Azrael, den biblischen Todesengel, der einige Jahre zuvor die Stadt heimsuchte. Wie durch ein Wunder hat Bremer die Vernichtung des Ungeheuers in den Sillmannschen Laboratorien überlebt und tut die Ereignisse von damals mittlerweile als Einbildung ab.
Ein junger Geistlicher weist immer wieder auf die Klinik des Nervenarztes Dr. Sillmann hin, dessen geheime Drogenexperimente an seinem Sohn Mark Azrael geschaffen hatten. In den Kellern der Klinik liegt seit Jahren ein Mann im Koma, eine Art lebender Toter, dessen Gehirn immer nur dann reagiert, wenn das Monster wieder tötet.
Zusammen mit der jungen Polizistin Angela kann Bremer den schwarzen Todesengel mehrmals abwehren, um schließlich zum letzten Gefecht in den geheimen Laboratorien aufzubrechen. Der leitende Arzt scheint Azrael gerufen zu haben. Dieser tötet weiter, bis es den beiden gelingt, den letzten Wunsch des lebenden Toten herauszufinden – den Wunsch, zu sterben.
Nun stellt sich jedoch heraus, dass es nicht der Professor war, der den Engel rief. Im Augenblick seines drohenden Todes – damals in den Sillmannschen Laboratorien – rief Bremer selbst das Wesen, um sich zu retten. Der Komapatient, der einzige weitere Überlebende von damals, erfasste die Gefahr, die von Bremer ausging, und schickte seinerseits einen Engel in die Schlacht: Angela, die ebenfalls Azrael ist, eine andere Seite des Engels, barmherzig und liebend, aber genauso mächtig.
Bremer wird klar, dass die AZRAEL-Droge in seinen Adern fließt und ihm die Macht gibt, seine Rachegefühle Gestalt annehmen zu lassen. Solange er lebt, lebt auch die Bedrohung durch den mordenden Engel weiter. Die Droge hatte nie Leben erschaffen, erklärt Angela, nun in Engelsgestalt, sie hat nur Leben gerufen, das schon da war. Denn nur Einer könne Leben erschaffen.
Bremer zieht die einzig logische Konsequenz – er löst die Selbstzerstörung aus und zerstört das Laboratorium mit dem Komapatienten und sich selbst.

## Ausgaben
- Wolfgang Hohlbein: Azrael, Heyne 1994, ISBN 3-453-09973-7
- Wolfgang Hohlbein: Azrael – Die Wiederkehr, Heyne 1998, ISBN 3-453-21222-3
- Wolfgang Hohlbein: Azrael/Azrael – Die Wiederkehr. Zwei Romane in einem Band, Heyne 2002, ISBN 3-453-21222-3

## Anmerkung
Der Name Azrael kommt nicht, wie im Buch beschrieben, in der Bibel vor, sondern entstammt der islamischen Tradition, siehe: Azrael.

## Verfilmung
Die Filmproduktionsfirma NEOS Film gab im Juni 2007 bekannt, dass sie Azrael als Kinofilm umsetzen werden. Die entsprechenden Optionsrechte wurden im Frühjahr 2007 mit dem Management und dem Autor abgeschlossen. Der Film sollte im Herbst 2009 in die deutschen Kinos kommen. Regie sollte der deutsche Regisseur Lasse Nolte führen, der auch in „enger Zusammenarbeit“ mit dem Autor das Drehbuch verfassen sollte. Das Management Wolfgang Hohlbeins deutete im Dezember 2007 an, dass Azrael die einzige Hohlbein-Verfilmung sei, bei der es aktuell „vorangeht“.
Die Arbeiten am Film wurden offiziell nicht eingestellt, derzeit (Stand 2017) wird an dem Projekt jedoch nicht mehr gearbeitet.